# Afra Schick
Afra Schick (auch Affra Schickin, Afra Schickh; * um 1610; † 11. Dezember 1671 in Wiener Neustadt) war eine Kräuterfrau und Heilerin, die dem Hexenwahn des 17. Jahrhunderts zum Opfer fiel.
Sie stammte aus Mariazell, lebte in der Schlatten bei Bromberg und hatte neun Kinder. Die über sechzigjährige Kleinhäusler-Witwe wurde 1671 in Wiener Neustadt (Niederösterreich) hingerichtet.
„Im August 1671 wurde die 60-jährige Afra Schickh aus der Herrschaft Kirchschlag wegen Hexerei dem Landgericht Wiener Neustadt übergeben. Sie wurde beschuldigt, durch Handauflegen und Verwendung von Kräutern an die 100 Personen geholfen zu haben. Afra Schickh wurde zum Tod auf dem Scheiterhaufen verurteilt.“
Auch der über 70-jährige Michael Gsöller wurde zusammen mit ihr wegen Zauberei zum Tode verurteilt.